# Woodsia (plant)
Woodsia is een geslacht van varens uit de familie Woodsiaceae.
Woodsia-soorten zijn kleine terrestrische planten met een dicht bladrozet met één- of tweevoudig gedeelde bladen. Ze komen voor op rotsige bodems in het noordelijk halfrond, voornamelijk in noordelijke streken en in gebergtes.
Het geslacht komt niet in België en Nederland voor.

## Naamgeving en etymologie
De botanische naam Woodsia is een eerbetoon aan de Engelse botanicus Joseph Woods (1776-1864).

## Soorten
Woodsia telt ongeveer veertig soorten.
- Woodsia alpina (Bolton) Gray (1821) (Noordelijk halfrond)
- Woodsia andersonii (Bedd.) Christ (1905) (Himalaya)
- Woodsia angolensis Schelpe (1976)
- Woodsia cinnamomea Christ (1906)
- Woodsia cochisensis Windham. (1993)
- Woodsia cycloloba Hand.-Mazz. (1929) (Himalaya)
- Woodsia elongata Hook. (1844) (Himalaya, China)
- Woodsia glabella R. Br. ex Richards (1823) (Midden-Europa)
- Woodsia hancockii Bak. (1891)
- Woodsia ilvensis (L.) R.Br. (1815) (Noordelijk halfrond)
- Woodsia indusiosa Christ (1909)
- Woodsia kangdingensis H.S. Kung, L.B. Zhang & X.S. Guo (1995) (China)
- Woodsia lanosa Hook. (1866)
- Woodsia macrochlaena Mett. ex Kuhn (1868)
- Woodsia manchuriensis Hook. (1861)
- Woodsia microsora Kodama (1927) (Japan, Azië)
- Woodsia mollis (Kaulf.) J. Sm. (1842) (Mexico)
- Woodsia montevidensis (Spreng.) Hier. (1896)
- Woodsia neomexicana Windham (1993) (Mexico)
- Woodsia oblonga Ching & S.H.Wu (1974) (Azië, China)
- Woodsia obtusa (Spreng.) Torr. (1840)
- Woodsia okamotoi Tagawa (1938) (Japan, Azië)
- Woodsia oregana D. C. Eaton (1865) (Noord-Amerika)
- Woodsia philippsii Windham (1993)
- Woodsia pilosa Ching (1974) (Azië, China)
- Woodsia plummerae Lemmon (1882)
- Woodsia polystichoides Eat. (1858)
- Woodsia pseudo-ilvensis Tagawa (1936) (Azië)
- Woodsia pubescens Spreng. (1821)
- Woodsia pulchella Bertol. (1858)
- Woodsia pusilla Fourn. (1880)
- Woodsia rosthorniana Diels (1900)
- Woodsia saitoana Tagawa (1936) (Azië, Japan)
- Woodsia scopulina D. C. Eaton (1865) (Noord-Amerika)
- Woodsia shensiensis Ching (1932) (China)
- Woodsia sinica Ching (1932) (China)
- Woodsia stenophylla Copel. (1229)
- Woodsia subcordata Turcz. (1823) (Eurazië)
- Woodsia subintermedia Tzvelev (1991) (Rusland)

Cheilanthopsis · Hymenocystis · Woodsia (incl. Protowoodsia)
... · 
W. alpina · 
W. glabella · 
W. ilvensis (Roestbruine wimpervaren) · 
...